# Number Ones (album de Michael Jackson)
Number Ones conține cinci dintre albumele solo ale lui Michael Jackson - "Off the Wall", "Thriller", "Bad", "Dangerous" și "HIStory", toate înregistrate cu Epic Records.
La fel ca Beatles și Elvis Presley, Michael Jackson este unul dintre cei mai îndemânatici artiști care poate realiza un album cu piesele sale de vârf. Albumul Number Ones conține piesa "One More Chance", o colaborare cu R Kelly. Restul de 17 piese de pe album sunt 
toate clasice, de pe albumele Off the Wall, Thriller, Bad , Dangerous, History și Invincible. Indiferent dacă cea mai mare parte din Number Ones a apărut pe alte albume, acesta este încă o selecție incredibilă de muzică, conținând cele mai bune melodii ale lui Michael Jackson.

## Track listing
| Cântec                                                    | CD American | CD European/ Australian/ Canadian | DVD | DVD (Versiunea chineză) |
| --------------------------------------------------------- | ----------- | --------------------------------- | --- | ----------------------- |
| "Don't Stop 'Til You Get Enough"                          | 1           | 1                                 | 1   |                         |
| "Rock with You"                                           | 2           | 2                                 | 2   | 1                       |
| "Billie Jean"                                             | 3           | 3                                 | 3   | 2                       |
| "Beat It"                                                 | 4           | 4                                 | 4   | 3                       |
| "Thriller"                                                | 5           | 5                                 | 5   | 4                       |
| "Human Nature"                                            |             | 6                                 |     |                         |
| "I Just Can't Stop Loving You" (featuring Siedah Garrett) | 6           | 7                                 |     |                         |
| "Bad"                                                     | 7           | 8                                 | 6   | 5                       |
| "Smooth Criminal"                                         | 8           | 11                                | 9   |                         |
| "The Way You Make Me Feel"                                | 9           | 9                                 | 7   | 6                       |
| "Man in the Mirror"                                       | 10          |                                   | 8   | 7                       |
| "Dirty Diana"                                             | 11          | 10                                | 10  | 8                       |
| "Black or White"                                          | 12          | 12                                | 11  | 9                       |
| "You Are Not Alone"                                       | 13          | 13                                | 12  | 10                      |
| "Earth Song"                                              | 14          | 14                                | 13  | 11                      |
| "Blood on the Dance Floor"                                |             | 15                                | 14  |                         |
| "You Rock My World"                                       | 15          | 16                                | 15  | 12                      |
| "Break of Dawn"                                           | 16          | 17                                |     |                         |
| "One More Chance"                                         | 17          | 18                                |     |                         |
| "Ben (Live)"                                              | 18          |                                   |     |                         |

### International version
| Nr. | Titlu                                                                             | Autor(i)                                                                       | Lungime |  |
| 1.  | „Don't Stop 'Til You Get Enough” (7" Edit) (from Off the Wall)                    | Michael Jackson                                                                | 3:56    |  |
| 2.  | „Rock with You” (from Off the Wall)                                               | Rod Temperton                                                                  | 3:40    |  |
| 3.  | „Billie Jean” (from Thriller)                                                     | Michael Jackson                                                                | 4:53    |  |
| 4.  | „Beat It” (from Thriller)                                                         | Michael Jackson                                                                | 4:17    |  |
| 5.  | „Thriller” (2003 Edit) (from Thriller)                                            | Rod Temperton                                                                  | 5:11    |  |
| 6.  | „Human Nature” (from Thriller)                                                    | Steve Porcaro, John Bettis                                                     | 4:05    |  |
| 7.  | „I Just Can't Stop Loving You” (featuring Siedah Garrett) (from Bad)              | Michael Jackson                                                                | 4:11    |  |
| 8.  | „Bad” (from Bad)                                                                  | Michael Jackson                                                                | 4:06    |  |
| 9.  | „The Way You Make Me Feel” (from Bad)                                             | Michael Jackson                                                                | 4:56    |  |
| 10. | „Dirty Diana” (from Bad)                                                          | Michael Jackson                                                                | 4:40    |  |
| 11. | „Smooth Criminal” (from Bad)                                                      | Michael Jackson                                                                | 4:17    |  |
| 12. | „Black or White” (Single Edit) (featuring L.T.B.) (from Dangerous)                | Michael Jackson; rap lyrics by Bill Bottrell                                   | 3:18    |  |
| 13. | „You Are Not Alone” (Radio Edit) (from HIStory: Past, Present and Future, Book I) | R. Kelly                                                                       | 4:34    |  |
| 14. | „Earth Song” (Radio Edit) (from HIStory: Past, Present and Future, Book I)        | Michael Jackson                                                                | 5:01    |  |
| 15. | „Blood on the Dance Floor” (from Blood on the Dance Floor: HIStory in the Mix)    | Michael Jackson, Teddy Riley                                                   | 4:11    |  |
| 16. | „You Rock My World” (Radio Edit) (from Invincible)                                | Michael Jackson, Rodney Jerkins, Fred Jerkins III, LaShawn Daniels, Nora Payne | 4:25    |  |
| 17. | „Break of Dawn” (from Invincible)                                                 | Dr. Freeze, Michael Jackson                                                    | 5:29    |  |
| 18. | „One More Chance” (previously unreleased)                                         | R. Kelly                                                                       | 3:49    |  |

### American version
| Nr. | Titlu                                                                             | Autor(i)                                                                       | Lungime |  |
| 1.  | „Don't Stop 'Til You Get Enough” (7" Edit) (from Off the Wall)                    | Michael Jackson                                                                | 3:56    |  |
| 2.  | „Rock with You” (from Off the Wall)                                               | Rod Temperton                                                                  | 3:40    |  |
| 3.  | „Billie Jean” (from Thriller)                                                     | Michael Jackson                                                                | 4:53    |  |
| 4.  | „Beat It” (from Thriller)                                                         | Michael Jackson                                                                | 4:17    |  |
| 5.  | „Thriller” (2003 Edit) (from Thriller)                                            | Rod Temperton                                                                  | 5:11    |  |
| 6.  | „I Just Can't Stop Loving You” (featuring Siedah Garrett) (from Bad)              | Michael Jackson                                                                | 4:11    |  |
| 7.  | „Bad” (from Bad)                                                                  | Michael Jackson                                                                | 4:06    |  |
| 8.  | „Smooth Criminal” (from Bad)                                                      | Michael Jackson                                                                | 4:17    |  |
| 9.  | „The Way You Make Me Feel” (from Bad)                                             | Michael Jackson                                                                | 4:56    |  |
| 10. | „Man in the Mirror” (Single Edit) (from Bad)                                      | Siedah Garrett, Glen Ballard                                                   | 5:03    |  |
| 11. | „Dirty Diana” (from Bad)                                                          | Michael Jackson                                                                | 4:40    |  |
| 12. | „Black or White” (Single Edit) (featuring L.T.B.) (from Dangerous)                | Michael Jackson; rap lyrics by Bill Bottrell                                   | 3:18    |  |
| 13. | „You Are Not Alone” (Radio Edit) (from HIStory: Past, Present and Future, Book I) | R. Kelly                                                                       | 4:34    |  |
| 14. | „Earth Song” (Radio Edit) (from HIStory: Past, Present and Future, Book I)        | Michael Jackson                                                                | 5:01    |  |
| 15. | „You Rock My World” (Radio Edit) (from Invincible)                                | Michael Jackson, Rodney Jerkins, Fred Jerkins III, LaShawn Daniels, Nora Payne | 4:25    |  |
| 16. | „Break of Dawn” (from Invincible)                                                 | Dr. Freeze, Michael Jackson                                                    | 5:29    |  |
| 17. | „One More Chance” (previously unreleased)                                         | R. Kelly                                                                       | 3:49    |  |
| 18. | „Ben” (2003 Live Edit) (from The Jacksons Live!)                                  | Walter Scharf, Don Black                                                       | 2:48    |  |

### Clasamente anuale
| Clasament (2009)          | Poziție |
| ------------------------- | ------- |
| German Albums Chart       | 33      |
| UK Albums Chart           | 73      |
| US Billboard 200          | 3       |
| US Top Pop Catalog Albums | 1       |

| Clasament (2010)          | Poziție |
| ------------------------- | ------- |
| UK Albums Chart           | 76      |
| US Billboard 200          | 39      |
| US Top Pop Catalog Albums | 1       |

| Clasament (2011)          | Poziție |
| ------------------------- | ------- |
| US Billboard 200          | 120     |
| US Top Pop Catalog Albums | 4       |

| Clasament (2012)          | Poziție |
| ------------------------- | ------- |
| US Top Pop Catalog Albums | 26      |